# Rio Chichiregu
O Rio Chichiregu é um rio da Romênia, afluente do Beu, localizado no distrito de Caraş-Severin.